# Hudson (Illinois)
Hudson – wieś w Stanach Zjednoczonych, w stanie Illinois, w hrabstwie McLean.